# New Beetle Tracks and Gaps
New Beetle Tracks and Gaps es un videojuego de lógica desarrollado por BBDO Interactive y publicado por Volkswagen. Es un juego promocional solo en idioma alemán del Volkswagen New Beetle.

## Jugabilidad
Es una nueva versión modificada de Stone Age, en la que debes llevar tu nuevo Beetle amarillo de un extremo al otro del mapa usando plataformas móviles y configurándolas con anticipación para hacer posible el viaje. Las plataformas móviles se moverán solo en la dirección señalada por las flechas marcadas en ellas (arriba, abajo, izquierda, derecha, arriba y abajo, izquierda y derecha y las cuatro direcciones). Algunos niveles también mostrarán las claves (a veces tarjetas o herramientas) necesarias para desbloquear algunos pasajes. Algunos bloques se derrumbarán después de que el jugador pase sobre ellos y otros funcionarán como teletransportadores.
Cada nivel tiene un límite de tiempo para completarse, y cuanto menos tiempo tome el jugador, más puntos ganará. El jugador tiene 5 vidas y cada nivel tiene una contraseña.